# Feyenoord in het seizoen 2023/24 (vrouwen)
Het seizoen 2023/24 is het derde jaar in het bestaan van de Rotterdamse vrouwenvoetbalclub Feyenoord. De club komt uit in de Eredivisie. Ook neemt het deel aan de KNVB Beker.

## Selectie en technische staf

### Selectie
| Nr.             | Nat.                   | Naam                       | Competitie  | Competitie  | Beker       | Beker       | Totaal      | Totaal      | Seizoen bij Feyenoord | Vorige club           | Contract          |             |             |             |             |             |             |
| Nr.             | Nat.                   | Naam                       | W           | Goal        | W           | Goal        | W           | Goal        | Seizoen bij Feyenoord | Vorige club           | Contract          |             |             |             |             |             |             |
| Doelvrouwen     | Doelvrouwen            | Doelvrouwen                | Doelvrouwen | Doelvrouwen | Doelvrouwen | Doelvrouwen | Doelvrouwen | Doelvrouwen | Doelvrouwen           | Doelvrouwen           | Doelvrouwen       | Doelvrouwen | Doelvrouwen | Doelvrouwen | Doelvrouwen | Doelvrouwen | Doelvrouwen |
| --------------- | ---------------------- | -------------------------- | ----------- | ----------- | ----------- | ----------- | ----------- | ----------- | --------------------- | --------------------- | ----------------- | ----------- | ----------- | ----------- | ----------- | ----------- | ----------- |
| 1               | Vlag van Nederland     | Jacintha Weimar            | 17          | 0           | 0           | 0           | 17          | 0           | 3e                    | SC Sand               | 30 juni 2026      |             |             |             |             |             |             |
| 16              | Vlag van Nederland     | Ricci Geenen               | 1           | 0           | 0           | 0           | 1           | 0           | 1e                    | Excelsior             | 30 juni 2024      |             |             |             |             |             |             |
| 20              | Vlag van Polen         | Oliwia Szymczak            | 6           | 0           | 3           | 0           | 9           | 0           | 1e                    | KKPK Medyk Konin      | 30 juni 2024 (+1) |             |             |             |             |             |             |
| Verdedigsters   |                        |                            |             |             |             |             |             |             |                       |                       |                   |             |             |             |             |             |             |
| 2               | Vlag van Nederland     | Justine Brandau            | 22          | 0           | 2           | 0           | 23          | 0           | 3e                    | AFC Ajax              | 30 juni 2026      |             |             |             |             |             |             |
| 3               | Vlag van Nederland     | Danique Ypema              | 8           | 0           | 0           | 0           | 8           | 0           | 2e                    | FC Twente             | 30 juni 2025      |             |             |             |             |             |             |
| 4               | Vlag van Nederland     | Amber Verspaget            | 22          | 0           | 3           | 0           | 25          | 0           | 2e                    | ADO Den Haag          | 30 juni 2026      |             |             |             |             |             |             |
| 5               | Vlag van Nederland     | Celainy Obispo             | 22          | 1           | 3           | 0           | 25          | 1           | 3e                    | ADO Den Haag          | 30 juni 2026      |             |             |             |             |             |             |
| 18              | Vlag van Nederland     | Isa Kagenaar               | 8           | 0           | 0           | 0           | 8           | 0           | 3e                    | Excelsior Rotterdam   | Ontbonden         |             |             |             |             |             |             |
| 18              | Vlag van Nederland     | Bridget Jno Baptiste       | 0           | 0           | 0           | 0           | 0           | 0           | 2e                    | Jeugd                 | 30 juni 2026      |             |             |             |             |             |             |
| 39              | Vlag van Nieuw-Zeeland | Emma Pijnenburg            | 7           | 1           | 3           | 0           | 10          | 1           | 1e                    | Jeugd                 | 30 juni 2026      |             |             |             |             |             |             |
| 43              | Vlag van Nederland     | Lucy Heij                  | 2           | 0           | 0           | 0           | 2           | 0           | 1e                    | Jeugd                 | Contractloos      |             |             |             |             |             |             |
| Middenveldsters |                        |                            |             |             |             |             |             |             |                       |                       |                   |             |             |             |             |             |             |
| 6               | Vlag van Nederland     | Cheyenne van den Goorbergh | 15          | 0           | 2           | 0           | 16          | 0           | 3e                    | PEC Zwolle            | 30 juni 2024      |             |             |             |             |             |             |
| 8               | Vlag van Nederland     | Sisca Folkertsma           | 15          | 0           | 3           | 0           | 18          | 0           | 1e                    | Girondins de Bordeaux | 30 juni 2025      |             |             |             |             |             |             |
| 10              | Vlag van Nederland     | Kirsten van de Westeringh  | 2           | 0           | 0           | 0           | 2           | 0           | 1e                    | ADO Den Haag          | 30 juni 2025      |             |             |             |             |             |             |
| 15              | Vlag van Japan         | Toko Koga                  | 11          | 0           | 3           | 0           | 14          | 0           | 1e                    | JFA Academy Fukushima | 30 juni 2026      |             |             |             |             |             |             |
| 21              | Vlag van Nederland     | Tess van Bentem            | 19          | 0           | 2           | 0           | 21          | 0           | 1e                    | PEC Zwolle            | 30 juni 2025      |             |             |             |             |             |             |
| 29              | Vlag van Nederland     | Sarina Heijblom            | 0           | 0           | 0           | 0           | 0           | 0           | 1e                    | Jeugd                 | Contractloos      |             |             |             |             |             |             |
| 36              | Vlag van Nederland     | Summer Haesakkers          | 2           | 0           | 0           | 0           | 2           | 0           | 1e                    | Jeugd                 | Contractloos      |             |             |             |             |             |             |
| Aanvalsters     |                        |                            |             |             |             |             |             |             |                       |                       |                   |             |             |             |             |             |             |
| 7               | Vlag van Nederland     | Maxime Bennink             | 13          | 0           | 1           | 0           | 14          | 0           | 3e                    | PEC Zwolle            | 30 juni 2024      |             |             |             |             |             |             |
| 9               | Vlag van Nederland     | Sanne Koopman              | 19          | 2           | 3           | 1           | 22          | 3           | 2e                    | VV Alkmaar            | 30 juni 2026      |             |             |             |             |             |             |
| 11              | Vlag van Nederland     | July Schneijderberg        | 0           | 0           | 0           | 0           | 0           | 0           | 3e                    | Jeugd                 | 30 juni 2024      |             |             |             |             |             |             |
| 14              | Vlag van Nederland     | Esmee de Graaf             | 19          | 6           | 3           | 0           | 22          | 6           | 2e                    | Leicester City        | 30 juni 2025      |             |             |             |             |             |             |
| 17              | Vlag van Nederland     | Zoï van de Ven             | 18          | 2           | 1           | 0           | 19          | 2           | 2e                    | Sc Heerenveen         | 30 juni 2024      |             |             |             |             |             |             |
| 21              | Vlag van Nederland     | Jada Conijnenberg          | 16          | 5           | 1           | 1           | 17          | 6           | 3e                    | Jeugd                 | 30 juni 2025      |             |             |             |             |             |             |
| 22              | Vlag van Nederland     | Ziva Henry                 | 16          | 0           | 2           | 0           | 18          | 0           | 1e                    | AFC Ajax              | 30 juni 2025      |             |             |             |             |             |             |
| 25              | Vlag van Nederland     | Romée van de Lavoir        | 18          | 2           | 3           | 1           | 21          | 4           | 3e                    | Jeugd                 | 30 juni 2025      |             |             |             |             |             |             |
| 26              | Vlag van Marokko       | Djennah Cherif             | 0           | 0           | 0           | 0           | 0           | 0           | 1e                    | Jeugd                 | Contractloos      |             |             |             |             |             |             |
| 28              | Vlag van Nederland     | Noëlle van der Sluijs      | 21          | 1           | 3           | 0           | 24          | 1           | 1e                    | Jeugd                 | 30 juni 2025      |             |             |             |             |             |             |
| 33              | Vlag van België        | Ella Van Kerkhoven         | 7           | 5           | 3           | 2           | 10          | 7           | 1e                    | KRC Genk              | 30 juni 2025      |             |             |             |             |             |             |
| 38              | Vlag van Nederland     | Nienke Mulder              | 0           | 0           | 1           | 0           | 1           | 0           | 1e                    | Jeugd                 | Contractloos      |             |             |             |             |             |             |
| 50              | Vlag van Nederland     | Dechamaily Lont            | 7           | 0           | 0           | 0           | 7           | 0           | 1e                    | Jeugd                 | Contractloos      |             |             |             |             |             |             |
| Nr.             | Nat.                   | Naam                       | W           | Goal        | W           | Goal        | W           | Goal        | Seizoen bij Feyenoord | Vorige club           | Contract          |             |             |             |             |             |             |
| Nr.             | Nat.                   | Naam                       | Competitie  | Competitie  | Beker       | Beker       | Totaal      | Totaal      | Seizoen bij Feyenoord | Vorige club           | Contract          |             |             |             |             |             |             |

### Legenda
| # | Reden                                          |
| - | ---------------------------------------------- |
|   | Heeft de club in het lopende seizoen verlaten. |

### Technische staf
| Naam           | Functie           |
| -------------- | ----------------- |
| Jessica Torny  | Hoofdtrainer      |
| Sandra van Tol | Assistent-trainer |
| Marc Pieters   | Assistent-trainer |

## Transfers

### Zomer

#### Aangetrokken 2023/24
| Nat.               | Naam                      | Van                   | Contract          | Bijzonderheden |
| ------------------ | ------------------------- | --------------------- | ----------------- | -------------- |
| Vlag van Nederland | Tess van Bentem           | PEC Zwolle            | 30 juni 2025      |                |
| Vlag van Nederland | Sisca Folkertsma          | Girondins de Bordeaux | 30 juni 2025      |                |
| Vlag van Nederland | Ricci Geenen              | Excelsior Rotterdam   | 30 juni 2024      |                |
| Vlag van Polen     | Oliwia Szymczak           | KKPK Medyk Konin      | 30 juni 2024 (+1) |                |
| Vlag van Nederland | Kirsten van de Westeringh | ADO Den Haag          | 30 juni 2025      |                |

#### Vertrokken 2023/24
| Nat.               | Naam             | Naar                 | Bijzonderheden |
| ------------------ | ---------------- | -------------------- | -------------- |
| Vlag van Nederland | Annouk Boshuizen | FC Twente            |                |
| Vlag van Nederland | Sophie Cobussen  | FC Utrecht           |                |
| Vlag van Tunesië   | Sabrine Ellouzi  | Excelsior Rotterdam  |                |
| Vlag van Nederland | Jasmijn de Groot | FC Utrecht           |                |
| Vlag van Nederland | Kim Hendriks     | Excelsior Rotterdam  |                |
| Vlag van Nederland | Robine de Ridder | Excelsior Rotterdam  |                |
| Vlag van Nederland | Pia Rijsdijk     | Alabama Crimson Tide |                |
| Vlag van Nederland | Anne van Son     | Sparta Rotterdam     |                |

### Winter

#### Aangetrokken 2023/24
| Nat.            | Naam               | Van                   | Bijzonderheden |
| --------------- | ------------------ | --------------------- | -------------- |
| Vlag van België | Ella Van Kerkhoven | KRC Genk              |                |
| Vlag van Japan  | Toko Koga          | JFA Fukushima Academy |                |

#### Vertrokken 2023/24
| Nat.               | Naam         | Naar | Bijzonderheden |
| ------------------ | ------------ | ---- | -------------- |
| Vlag van Nederland | Isa Kagenaar |      | Gestopt        |

## Wedstrijdstatistieken

### Oefenwedstrijden
| Oefenwedstrijd 1                                                                    | SG Essen-Schönebeck                                                                                        | 2 – 2            | Feyenoord                                                        | Opstelling Feyenoord |
| 22 juli 2023 Aanvangstijd: 14.00 uur Plaats: Heesch Sportpark de Braken             | Jacqueline Meißner Natasha Kowalski                                                                        | Wedstrijdverslag | Jada Conijnenberg Sanne Koopman                                  | Onbekend |
| Oefenwedstrijd 2                                                                    | Feyenoord                                                                                                  | 3 – 2 (2 – 0)    | KRC Genk                                                         | Opstelling Feyenoord |
| 28 juli 2023 Aanvangstijd: 19.30 uur Plaats: Rotterdam Sportcomplex Varkenoord      | Esmee de Graaf Maxime Bennink Zoï van de Ven                                                               | Wedstrijdverslag | Ella Van Kerkhoven Gwen Duijsters                                | Onbekend |
| Oefenwedstrijd 3                                                                    | RSC Anderlecht                                                                                             | 5 – 2 (2 – 0)    | Feyenoord                                                        | Opstelling Feyenoord |
| 19 augustus 2023 Aanvangstijd: 15.00 uur Plaats: Brussel RSCA Belfius Academy       | Tine De Caigny 35' Silke Vanwynsberghe 41' Sakina Ouzraoui Diki 70' Allie Thornton 85' Ștefania Vătafu 90' | Wedstrijdverslag | 56' Esmee de Graaf 87' Romée van de Lavoir                       | Onbekend |
| Oefenwedstrijd 4                                                                    | Feyenoord                                                                                                  | 2 – 0 (2 - 0)    | ADO Den Haag                                                     | Opstelling Feyenoord |
| 22 augustus 2023 Aanvangstijd: 19.30 uur Plaats: Rotterdam Sportcomplex Varkenoord  | Maxime Bennink 24' Jada Conijnenberg 42'                                                                   | Wedstrijdverslag |                                                                  | Szymczak, Brandau, Verspaget, Obispo, de Graaf, van den Goorbergh, van Bentem, Kagenaar, Koopman, Bennink, Henry |
| Oefenwedstrijd 5                                                                    | Feyenoord                                                                                                  | 0 – 2            | Excelsior Rotterdam                                              | Opstelling Feyenoord |
| 29 augustus 2023 Aanvangstijd: 14.00 uur Plaats: Krimpen aan de IJssel DCV          | | Wedstrijdverslag | Djennah Cherif Maxime Bennink                                    | Weimar, Brandau, Verspaget, Obispo, Ypema, Jno Baptiste, van den Goorbergh, van Bentem, van der Sluijs, Koopman, Bennink |
| Oefenwedstrijd 6                                                                    | Bayer 04 Leverkusen                                                                                        | 4 – 1 (3 - 0)    | Feyenoord                                                        | Opstelling Feyenoord |
| 2 september 2023 Aanvangstijd: 14.00 uur Plaats: Leverkusen Leistigrund Kurtekotten | Lilla Turányi 4' Paulina Bartz 31' Elisa Senß 42' Amira Arfaoui 63'                                        | Wedstrijdverslag | 65' Maxime Bennink                                               | Weimar, Brandau, Verspaget, Obispo, Ypema, de Graaf, Kirsten van de Westeringh, van Bentem, van de Ven, Koopman, Bennink |
| Oefenwedstrijd 7                                                                    | Feyenoord                                                                                                  | 0 – 6 (0 - 2)    | FC Utrecht                                                       | Opstelling Feyenoord |
| 22 september 2023 Aanvangstijd: 14.00 uur Plaats: Rotterdam Sportcomplex Varkenoord | | Wedstrijdverslag | Tami Groenendijk Eshly Bakker Dieke van Straten Lotje de Keijzer | Onbekend |
| Oefenwedstrijd 7                                                                    | Feyenoord                                                                                                  | 7 – 2            | Sparta Rotterdanm                                                | Opstelling Feyenoord |
| 23 oktober 2023 Aanvangstijd: Onbekend Plaats: Rotterdam Sportcomplex Varkenoord    | Jada Conijnenberg Ziva Henry Romée van de Lavoir Dechamaily Lont Onbekende Sparta speelster e.d.'          | Wedstrijdverslag | Onbekend                                                         | Onbekend |
| Oefenwedstrijd 8                                                                    | PSV | 5 – 2            | Feyenoord                                                        | Opstelling Feyenoord |
| 13 december 2023 Aanvangstijd: Onbekend Plaats: Eindhoven PSV Campus De Herdgang    | Fleur Stoit Aniek Janssen Senna Koeleman Janneke Verheijen Ranneke Derks                                   | Wedstrijdverslag | Justine Brandau Summer Haesakkers                                | Onbekend |
| Oefenwedstrijd 9                                                                    | Feyenoord                                                                                                  | 0 – 3            | Arsenal                                                          | Opstelling Feyenoord |
| 7 januari 2024 Aanvangstijd: Onbekend Plaats: Algarve                               | | Wedstrijdverslag | Vivianne Miedema Jennifer Beattie                                | Onbekend |
| Oefenwedstrijd 10                                                                   | Feyenoord                                                                                                  | 1 – 3 (0 - 1)    | Eintracht Frankfurt                                              | Opstelling Feyenoord |
| 8 januari 2024 Aanvangstijd: Onbekend Plaats: Algarve                               | Noëlle van der Sluijs 79'                                                                                  | Wedstrijdverslag | 35' Géraldine Reuteler 58', 67' Sophie Nachtigall                | Weimar ( 46' Geenen), Ypema ( 46' Verspaget), De Graaf ( 61' Brandau), Koga, Van de Ven ( 61' Obispo), Henry ( 61' Goorbergh), Van de Lavoir ( 61' Bennink), Haesakkers ( 61' Van Bentem), Pijnenburg ( 61' Conijnenberg), Heij ( 61' Van der Sluijs), Lont ( 61' Mulder) |
| Oefenwedstrijd 10                                                                   | Feyenoord                                                                                                  | 1 – 4            | 1. FC Köln                                                       | Opstelling Feyenoord |
| 12 januari 2024 Aanvangstijd: 14:00 uur Plaats: Rotterdam Sportcomplex Varkenoord   | Noëlle van der Sluijs                                                                                      | Wedstrijdverslag | Natalia Padilla-Bidas Janina Hechler Alena Bienz Lena Uebach     | Onbekend |
| Oefenwedstrijd 11                                                                   | AZ | 1 – 2 (0 - 1)    | Feyenoord                                                        | Opstelling Feyenoord |
| 23 februari 2024 Aanvangstijd: Onbekend Plaats: Wijdewormer AFAS Trainingscomplex   | Manique de Vette 50'                                                                                       | Wedstrijdverslag | 23', 81' Sanne Koopman                                           | Szymczak, Van Bentem, Obispo, Verspaget, Brandau, Van de Lavoir, Pijnenburg, Heijblom, Van Kerkhoven, Koopman, Henry Invalsters: Geenen, Haesakkers, Mulder, Van der Sluijs, Lont, Heij, Cherif                                                                           |

### Eredivisie
|       | ADO Den Haag | Ajax  | AZ Alkmaar | Excelsior | Fortuna Sittard | sc Heerenveen | PEC Zwolle | PSV   | Telstar | FC Twente | FC Utrecht |
| ----- | ------------ | ----- | ---------- | --------- | --------------- | ------------- | ---------- | ----- | ------- | --------- | ---------- |
| Thuis | 1 – 1        | 0 – 1 | 2 – 1      | 2 – 1     | 1 – 3           | 0 – 0         | 4 – 0      | 0 – 2 | 3 – 0   | 0 – 3     | 1 – 2      |
| Uit   | 2 – 1        | 4 – 0 | 1 – 2      | 1 – 0     | 2 – 1           | 0 – 2         | 2 – 0      | 1 – 1 | 0 – 2   | 3 – 1     | 4 – 2      |

| Speelronde 1                                                                         | FC Utrecht | 4 – 2 (2 – 1)    | Feyenoord                                                                        | Opstelling Feyenoord |
| 10 september 2023 Aanvangstijd: 12.15 uur Plaats: Utrecht Stadion Galgenwaard        | Dieke van Straten 24' Eshly Bakker 40' Amber Visscher 65' Judith Roosjen 59', 87' (pen.) Lotje de Keijzer 87' | Wedstrijdverslag | 45+4' Zoï van de Ven 53' Esmee de Graaf , 84' Jacintha Weimar                    | Weimar, Obispo, Verspaget ( 67' van den Goorbergh), Ypema ( 46' Kagenaar), Brandau, van Bentem, Koopman ( 63' van de Westeringh), de Graaf, Henry ( 67' Conijnenberg), Bennink ( 85' Szymczak), Van de Ven      |
| Speelronde 2                                                                         | Feyenoord | 1 – 3 (1 – 2)    | Fortuna Sittard                                                                  | Opstelling Feyenoord |
| 17 september 2023 Aanvangstijd: 12.15 uur Plaats: Rotterdam Sportcomplex Varkenoord  | Esmee de Graaf 23' Justine Brandau 61' Maxime Bennink 82'                                                     | Wedstrijdverslag | 41' Jarne Teulings 35' Charlotte Hulst 54' Amber van Heeswijk 84' Tessa Wullaert | Szymczak, Kagenaar ( 73' van de Lavoir), Verspaget, Obispo, de Graaf, van Bentem ( 73' van der Sluijs), Van de Ven, Brandau, van de Westeringh ( 41' Koopman), van den Goorbergh, Bennink                       |
| Speelronde 3                                                                         | FC Twente | 3 – 1 (2 – 1)    | Feyenoord                                                                        | Opstelling Feyenoord |
| 1 oktober 2023 Aanvangstijd: 12.15 uur Plaats: Enschede Sportpark Schreurserve       | Taylor Ziemer 4' Liz Rijsbergen 11', 50'                                                                      | Wedstrijdverslag | 44' Noëlle van der Sluijs                                                        | Szymczak, van Bentem, Verspaget, Obispo, Brandau, van de Ven ( 80' Henry), Van den Goorbergh ( 30' Kagenaar), Koopman ( 62' Folkertsma), de Graaf, Bennink, van der Sluijs ( 45' Conijnenberg)                  |
| Speelronde 4                                                                         | Feyenoord | 0 – 1 (0 – 0)    | AFC Ajax                                                                         | Opstelling Feyenoord |
| 7 oktober 2023 Aanvangstijd: 14.00 uur Plaats: Rotterdam Sportcomplex Varkenoord     | 32' Zoï van de Ven 90' Celainy Obispo                                                                         | Wedstrijdverslag | 33' 64' Tiny Hoekstra                                                            | Weimar, Kagenaar ( 79' Conijnenberg), Verspaget, Obispo, Brandau, van Bentem, Van de Ven, Folkertsma ( 62' Koopman), van den Goorbergh ( 62' Henry), Bennink, van der Sluijs ( 62' Van de Lavoir)               |
| Speelronde 5                                                                         | Excelsior Rotterdam                                                                                           | 1 – 0 (1 – 0)    | Feyenoord                                                                        | Opstelling Feyenoord |
| 15 oktober 2023 Aanvangstijd: 12.15 uur Plaats: Rotterdam Van Donge & De Roo Stadion | Robine de Ridder 25' Rachel Kleine 44' Yara Helderman 73'                                                     | Wedstrijdverslag |                                                                                  | Weimar, Ypema, Verspaget, Obispo, Brandau, Van de Ven, Folkertsma, Van Bentem ( 81' Conijnenberg), van der Sluijs ( 46' Henry), Bennink, De Graaf ( 64' Koopman)                                                |
| Speelronde 6                                                                         | Feyenoord | 0 – 0 (0 – 0)    | Sc Heerenveen                                                                    | Opstelling Feyenoord |
| 20 oktober 2023 Aanvangstijd: 19.30 uur Plaats: Rotterdam Sportcomplex Varkenoord    | | Wedstrijdverslag |                                                                                  | Weimar, Ypema, Verspaget, Obispo, Brandau ( 78' Koopman), Van Bentem ( 68' Henry), Folkertsma, Van de Ven, van der Sluijs ( 56' Conijnenberg), Bennink, De Graaf ( 56' Van de Lavoir)                           |
| Speelronde 7                                                                         | Telstar | 0 – 2 (0 – 2)    | Feyenoord                                                                        | Opstelling Feyenoord |
| 5 november 2023 Aanvangstijd: 12.15 uur Plaats: Velsen-Zuid 711 Stadion              | Jannette van Belen 40' Puck Donker 50'                                                                        | Wedstrijdverslag | 11', 26' Jada Conijnenberg 29' Maxime Bennink 50' Zoï van de Ven                 | Weimar, Ypema ( 83' Kagenaar), Verspaget, Obispo, Brandau, Van de Ven, Van den Goorbergh ( 70' Van de Lavoir), Van Bentem, Conijnenberg ( 77' Van der Sluijs), Bennink, De Graaf                                |
| Speelronde 8                                                                         | Feyenoord | 2 – 1 (1 – 0)    | AZ                                                                               | Opstelling Feyenoord |
| 12 november 2023 Aanvangstijd: 12.15 uur Plaats: Rotterdam Sportcomplex Varkenoord   | Jada Conijnenberg 17' Esmee de Graaf 53' 90+5'                                                                | Wedstrijdverslag | 78' Veerle van der Most                                                          | Weimar, Ypema ( 68' Kagenaar), Verspaget, Obispo, Brandau, Van de Ven ( 61' Henry), Van den Goorbergh, Van Bentem, Conijnenberg ( 68' Van de Lavoir), Bennink ( 61' Van der Sluijs), De Graaf                   |
| Speelronde 9                                                                         | Feyenoord | 0 – 2 (0 – 1)    | PSV                                                                              | Opstelling Feyenoord |
| 17 november 2023 Aanvangstijd: 19.30 uur Plaats: Rotterdam Sportcomplex Varkenoord   | | Wedstrijdverslag | 21' Gwyneth Hendriks 53' Chimera Ripa                                            | Weimar, Ypema ( 65' Kagenaar), Verspaget, Obispo, Brandau, Van de Ven, Van den Goorbergh ( 65' Henry), Van Bentem, Conijnenberg ( 87' Van de Lavoir), Bennink ( 78' Van der Sluijs), De Graaf                   |
| Speelronde 10                                                                        | PEC Zwolle | 2 – 0 (0 – 0)    | Feyenoord                                                                        | Opstelling Feyenoord |
| 26 november 2023 Aanvangstijd: 16.45 uur Plaats: Zwolle Sportpark Vegtlust           | Evi Maatman 51' Zoë Zuidberg 72' Inske Weiman 82'                                                             | Wedstrijdverslag | 55' Tess van Bentem 90+2' Romée van de Lavoir                                    | Weimar, Ypema ( 59' Van der Sluijs), Verspaget, Obispo, Brandau, Van de Ven ( 68' Koopman), Van den Goorbergh ( 46' Henry), Van Bentem, Conijnenberg ( 68' Van de Lavoir), Bennink ( 59' Kagenaar), De Graaf    |
| Speelronde 11                                                                        | Feyenoord | 1 – 1 (0 – 1)    | ADO Den Haag                                                                     | Opstelling Feyenoord |
| 9 december 2023 Aanvangstijd: 16.30 uur Plaats: Rotterdam Sportcomplex Varkenoord    | Sanne Koopman 60' Justine Brandau 89'                                                                         | Wedstrijdverslag | 37' Lobke Loonen                                                                 | Weimar, Ypema ( 46' Conijnenberg), Verspaget, Obispo, Brandau, De Graaf ( 46' Van der Sluijs), Van den Goorbergh ( 46' Van de Ven), Van Bentem, Henry ( 66' Lont), Bennink ( 85' Van de Lavoir), Koopman        |
| Speelronde 13                                                                        | Feyenoord | 0 – 3 (0 – 2)    | FC Twente                                                                        | Opstelling Feyenoord |
| 27 januari 2024 Aanvangstijd: 16.30 uur Plaats: Rotterdam Sportcomplex Varkenoord    | Amber Verspaget 55' Dechamaily Lont 90+1'                                                                     | Wedstrijdverslag | 26' Ella Peddemors 45+3' Taylor Ziemer 56' Liz Rijsbergen                        | Weimar, Koga, Verspaget, Obispo, De Graaf, Folkertsma ( 46' Van den Goorbergh), Van de Lavoir ( 59' Van der Sluijs), Heij ( 59' Van Bentem), Koopman, Bennink ( 66' Lont), Conijnenberg ( 74' Henry)            |
| Speelronde 12 (inhaalduel)                                                           | Fortuna Sittard                                                                                               | 2 – 1 (1 – 1)    | Feyenoord                                                                        | Opstelling Feyenoord |
| 31 januari 2024 Aanvangstijd: 20.00 uur Plaats: Sittard Fortuna Sittard Stadion      | Tessa Wullaert 21' Jarne Teulings 24' Féli Delacauw 52' 72' Amber van Heeswijk 62' Alieke Tuin 84'            | Wedstrijdverslag | 37' Jada Conijnenberg                                                            | Weimar, De Graaf ( 71' Van de Ven), Verspaget, Obispo, Brandau, Folkertsma ( 46' Van den Goorbergh), Koga, Tess van Bentem ( 71' Van der Sluijs), Conijnenberg ( 79' Haesakkers), Bennink ( 46' Henry), Koopman |
| Speelronde 14                                                                        | AZ | 1 – 2 (1 – 1)    | Feyenoord                                                                        | Opstelling Feyenoord |
| 4 februari 2024 Aanvangstijd: 12.15 uur Plaats: Alkmaar Sportpark Kalverhoek         | Desiree van Lunteren 3' Romaissa Boukakar 49' Isa Colin 59'                                                   | Wedstrijdverslag | 20' Sanne Koopman 55' (e.d.) Femke Liefting                                      | Weimar, Van Bentem ( 46' Van der Sluijs), Verspaget, Obispo, Brandau, Folkertsma, Van den Goorbergh ( 67' Haesakkers), Koga, Conijnenberg ( 77' Van de Lavoir), Koopman ( 81' Henry), Van de Ven                |
| Speelronde 15                                                                        | Ajax | 4 – 0 (1 – 0)    | Feyenoord                                                                        | Opstelling Feyenoord |
| 10 februari 2024 Aanvangstijd: 14.00 uur Plaats: Amsterdam Johan Cruijff Arena       | Lily Yohannes 12' Romée Leuchter 48' (pen.) Tiny Hoekstra 52' Chasity Grant 63'                               | Wedstrijdverslag | 57' Jada Conijnenberg                                                            | Weimar, De Graaf, Verspaget, Obispo, Brandau, Folkertsma, Koopman ( 62' Lont), Koga, Van der Sluijs ( 46' Van Kerkhoven), Conijnenberg ( 73' Henry), Van de Ven ( 62' Van de Lavoir)                            |
| Speelronde 16                                                                        | Feyenoord | 2 – 1 (1 – 0)    | Excelsior                                                                        | Opstelling Feyenoord |
| 2 maart 2024 Aanvangstijd: 16.30 uur Plaats: Rotterdam Sportcomplex Varkenoord       | Jada Conijnenberg 9' Romée van de Lavoir 60' Noëlle van der Sluijs 78'                                        | Wedstrijdverslag | 60' Sabrine Ellouzi 84' Robine de Ridder 90' Rachel Kleine                       | Szymczak, Pijnenburg, Verspaget, Obispo, Brandau ( 73' Heij), Koga ( 46' Van den Goorbergh), Koopman, Folkertsma, Van de Lavoir ( 84' Van de Ven), Van Kerkhoven, Conijnenberg ( 73' Van der Sluijs)            |
| Speelronde 17                                                                        | Feyenoord | 4 – 0 (1 – 0)    | PEC Zwolle                                                                       | Opstelling Feyenoord |
| 10 maart 2024 Aanvangstijd: 14.30 uur Plaats: Rotterdam Sportcomplex Varkenoord      | Romée van de Lavoir 10' Ella Van Kerkhoven 66', 71' Esmee de Graaf 89'                                        | Wedstrijdverslag |                                                                                  | Szymczak, Pijnenburg ( 74' Van Bentem), Verspaget, Obispo, Brandau ( 54' Van Kerkhoven), Koga, Folkertsma, Van de Lavoir ( 74' Van de Ven), Henry ( 46' De Gaaf), Koopman, Conijnenberg ( 19' Van der Sluijs)   |
| Speelronde 18                                                                        | PSV | 1 – 1 (0 – 0)    | Feyenoord                                                                        | Opstelling Feyenoord |
| 24 maart 2024 Aanvangstijd: 14.30 uur Plaats: Eindhoven Philips Stadion              | Nina Nijstad 45+1' Chimera Ripa 77'                                                                           | Wedstrijdverslag | 59' 76' Ella Van Kerkhoven 60' Sisca Folkertsma                                  | Szymczak, Pijnenburg ( 72' Lont), Verspaget, Obispo, Brandau, Van de Lavoir ( 63' Van der Sluijs), Koga, Folkertsma, De Gaaf, Koopman, Van Kerkhoven ( 90+4' Van den Goorbergh)                                 |
| Speelronde 19                                                                        | Feyenoord | 3 – 0 (1 – 0)    | Telstar                                                                          | Opstelling Feyenoord |
| 30 maart 2024 Aanvangstijd: 14.00 uur Plaats: Rotterdam Sportcomplex Varkenoord      | Ella Van Kerkhoven Esmee de Graaf 45+3' (pen.) Emma Pijnenburg 69' Zoï van de Ven 90+4'                       | Wedstrijdverslag | 47' Puck Donker                                                                  | Weimar, Pijnenburg ( 74' Van Bentem), Verspaget, Obispo, Brandau, Koga, Koopman ( 80' Van de Sluijs), Folkertsma, Van de Lavoir ( 64' Henry), Van Kerkhoven, De Graaf ( 80' Van de Ven)                         |
| Speelronde 20                                                                        | ADO Den Haag                                                                                                  | 2 – 1 (1 – 0)    | Feyenoord                                                                        | Opstelling Feyenoord |
| 21 april 2024 Aanvangstijd: 12.15 uur Plaats: Den Haag Bingoal Stadion               | Lobke Loonen 3' Chloé Vande Velde 66'                                                                         | Wedstrijdverslag | 48' Celainy Obispo                                                               | Weimar, Pijnenburg, Verspaget, Obispo, Brandau, Van de Lavoir ( 46' Van der Sluijs), Koga, Folkertsma, De Graaf, Koopman ( 86' Van Bentem), Lont ( 46' Henry)                                                   |
| Speelronde 21                                                                        | sc Heerenveen                                                                                                 | 0 – 2 (0 – 2)    | Feyenoord                                                                        | Opstelling Feyenoord |
| 1 mei 2024 Aanvangstijd: 18.45 uur Plaats: Heerenveen Sportpark Skoatterwald         | Elize van Vilsteren 73'                                                                                       | Wedstrijdverslag | 4' Ella Van Kerkhoven 44' Esmee de Graaf 74' Amber Verspaget                     | Weimar ( 90+2' Geenen), Pijnenburg ( 77' Van Bentem), Verspaget, Obispo, Brandau ( 62' Van der Sluijs), Van de Lavoir ( 77' Lont), Koga, Folkertsma, De Graaf, Van Kerkhoven ( 62' Van den Goorbergh), Koopman  |
| Speelronde 22                                                                        | Feyenoord | 1 – 2 (1 – 1)    | FC Utrecht                                                                       | Opstelling Feyenoord |
| 11 mei 2024 Aanvangstijd: 16.30 uur Plaats: Rotterdam Sportcomplex Varkenoord        | Ella Van Kerkhoven 39'                                                                                        | Wedstrijdverslag | 33' Sophie Cobussen 62' Eshly Bakker                                             | Weimar, Pijnenburg ( 62' Van Bentem), Verspaget, Obispo, Brandau, Van de Lavoir ( 70' Van der Sluijs), Koga, Folkertsma, De Graaf ( 85' Lont), Koopman ( 85' Van de Ven), Van Kerkhoven                         |

### KNVB Beker
| Achtste Finales                                                                 | ADO Den Haag | 1 – 1 (4 – 5 na penalty's)  | Feyenoord                                                                                           | Opstelling Feyenoord |
| 16 februari 2024 Aanvangstijd: 20:00 uur Plaats: Den Haag Bingoal Stadion       | Daniëlle Noordermeer 90+1' Lobke Loonen Cato Pijnacker Hordijk Jill van den Ende Vanessa Susanna Daniëlle Noordermeer | Wedstrijdverslag            | 60' Jada Conijnenberg Amber Verspaget Ziva Henry Esmee de Graaf Sisca Folkertsma Ella Van Kerkhoven | Szymczak, Van Bentem ( 61' Pijnenburg), Verspaget, Obispo, Brandau ( 66' Henry), Folkertsma, Koopman ( 105' Mulder), Koga, Van der Sluijs ( 61' Van Kerkhoven), Conijnenberg ( 80' Van de Lavoir), De Graaf           |
| Kwartfinale                                                                     | Feyenoord | 3 – 0 (2 – 0)               | FC Twente                                                                                           | Opstelling Feyenoord |
| 14 maart 2024 Aanvangstijd: 19:30 uur Plaats: Rotterdam Sportcomplex Varkenoord | Sanne Koopman 8' Ella Van Kerkhoven 34' Romée van de Lavoir 56' Justine Brandau 79'                                   | Wedstrijdverslag            | | Szymczak, Pijnenburg, Verspaget, Obispo, Brandau, Folkertsma, Koopman, Koga, Van de Lavoir, Van Kerkhoven ( 60' Van der Sluijs), De Graaf ( 90' Van den Goorbergh)                                                    |
| Halve finale                                                                    | Ajax | 1 – 1 (2 – 1 na verlenging) | Feyenoord                                                                                           | Opstelling Feyenoord |
| 16 april 2024 Aanvangstijd: 19:30 uur Plaats: Amsterdam Sportpark De Toekomst   | Tiny Hoekstra 39' Sherida Spitse 94' (pen.)                                                                           | Wedstrijdverslag            | 67' Ella Van Kerkhoven                                                                              | Szymczak, Pijnenburg ( 73' Van Bentem), Verspaget, Obispo, Van der Sluijs ( 105' Van den Goorbergh), Van de Lavoir ( 64' Bennink), Koga, Folkertsma, De Graaf ( 117' Henry), Koopman ( 73' Van de Ven), Van Kerkhoven |

## Statistieken Feyenoord 2023/24

### Tussenstand Feyenoord in de Nederlandse Eredivisie Vrouwen 2023/24
| Stand | Gespeeld | Gewonnen | Gelijk | Verloren | Punten | Doelpunten voor | Doelpunten tegen | Gele kaarten | Rode kaarten |
| ----- | -------- | -------- | ------ | -------- | ------ | --------------- | ---------------- | ------------ | ------------ |
| 8e    | 22       | 7        | 3      | 12       | 24     | 26              | 34               | 16           | 3            |

### Topscorers
| #              | Naam                  | Goal |
| -------------- | --------------------- | ---- |
| 1.             | Esmee de Graaf        | 6    |
| 2.             | Jada Conijnenberg     | 5    |
| 2.             | Ella Van Kerkhoven    | 5    |
| 4.             | Sanne Koopman         | 2    |
| 4.             | Romée van de Lavoir   | 2    |
| 4.             | Zoï van de Ven        | 2    |
| 7.             | Celainy Obispo        | 1    |
| 7.             | Emma Pijnenburg       | 1    |
| 7.             | Noëlle van der Sluijs | 1    |
| Eigen doelpunt |                       |      |
| 1.             | Femke Liefting (AZ)   | 1    |
| Totaal         | Totaal                | 26   |

| #      | Naam                | Goal |
| ------ | ------------------- | ---- |
| 1.     | Ella Van Kerkhoven  | 2    |
| 2.     | Jada Conijnenberg   | 1    |
| 2.     | Sanne Koopman       | 1    |
| 2.     | Romée van de Lavoir | 1    |
| Totaal | Totaal              | 5    |

| #      | Naam                  | Goal |
| ------ | --------------------- | ---- |
| 1.     | Jada Conijnenberg     | 5    |
| 2.     | Maxime Bennink        | 4    |
| 3.     | Sanne Koopman         | 3    |
| 4.     | Romée van de Lavoir   | 2    |
| 4.     | Noëlle van der Sluijs | 2    |
| 6.     | Justine Brandau       | 1    |
| 6.     | Djennah Cherif        | 1    |
| 6.     | Esmee de Graaf        | 1    |
| 6.     | Summer Haesakkers     | 1    |
| 6.     | Ziva Henry            | 1    |
| 6.     | Dechamaily Lont       | 1    |
| 3.     | Eigen doelpunt(en)    | 1    |
| Totaal | Totaal                | 23   |

### Kaarten
| #      | Naam                  | Kreeg geel |
| ------ | --------------------- | ---------- |
| 1.     | Maxime Bennink        | 2          |
| 1.     | Zoï van de Ven        | 2          |
| 1.     | Amber Verspaget       | 2          |
| 4.     | Tess van Bentem       | 1          |
| 4.     | Justine Brandau       | 1          |
| 4.     | Jada Conijnenberg     | 1          |
| 4.     | Sisca Folkertsma      | 1          |
| 4.     | Esmee de Graaf        | 1          |
| 4.     | Romée van de Lavoir   | 1          |
| 4.     | Dechamaily Lont       | 1          |
| 4.     | Celainy Obispo        | 1          |
| 4.     | Noëlle van der Sluijs | 1          |
| 4.     | Ella Van Kerkhoven    | 1          |
| Totaal | Totaal                | 16         |

| #      | Naam               | Kreeg voor de tweede keer geel en dus rood |
| ------ | ------------------ | ------------------------------------------ |
| 1.     | Ella Van Kerkhoven | 1                                          |
| Totaal | Totaal             | 1                                          |

| #      | Naam            | Weggestuurd |
| ------ | --------------- | ----------- |
| 1.     | Justine Brandau | 1           |
| 1.     | Jacintha Weimar | 1           |
| Totaal | Totaal          | 2           |

## Voetnoten
ADO Den Haag · 
Ajax · 
AZ · 
Excelsior · 
Feyenoord · 
Fortuna Sittard · 
sc Heerenveen · 
PEC Zwolle · 
PSV · 
Telstar · 
FC Twente · 
FC Utrecht